# Мстёрская миниатюра

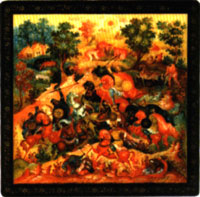
Мстёрская миниатюра

Мстёрская миниатюра — народный промысел, вид русского народного творчества, возникший в посёлке Мстёра Владимирской области. Лаковая миниатюра исполняется темперой на папье-маше.

## История
Предысторией промысла были предметы из дерева, расписанные темперой и покрытые лаком: коробочки с орнаментом, лотки, кубышки. В XIV веке Мстёра наряду с Палехом и Холуем являлась одним из центров русской иконописи. К середине XVIII века появились так называемые «мелочные письма» — иконы с миниатюрными сценами и множеством деталей. В начале XX века с появлением хромолитографий в промысле наступил кризис. А после революции отпала необходимость в иконах.
Изготовление лакированных шкатулок с миниатюрной росписью возникло в 1930-е годы после Первой Всероссийской сельскохозяйственной и кустарно-промышленной выставки. Первоначально бывшие иконописцы объединились в 1923 году в «Артель древнерусской живописи». В 1931 году образовалась артель «Пролетарское искусство», впоследствии ставшая фабрикой. Именно после выставки принято решение изготавливать коробочки из папье-маше. Живопись выполнялась темперными красками, приготовленными на основе яично-желтковой эмульсии. К 1950-м годам сложились основные особенности стиля. Яркими представителями мстерской лаковой миниатюры являются: А. И. Брягин, В. Ф. Галышев, А. Ф. Котягин, Н. П. Клыков, И. Н. Морозов, П. И. Сосин, И. А. Серебряков, И. И. Тюлин, И. А. Фомичёв и Н. И. Шишаков.
Мастера Мстёры работали в разных стилистиках: традиционной старообрадческой иконописи, голландской пейзажной, русской лубочной, активно использовались персидские орнаменты. Художники намеренно избегали черного тона, поэтому предметы из Мстёры имели праздничный вид.

## Изготовление
Последовательность приемов живописи аналогична иконописи. Сначала рисунок с помощью «припороха» переносится с кальки на крышку коробки. Затем производится «роскрышь» — нанесение композиции. После этого начинается детальная длительная «роспись». За ними следуют «плави» — приведение цвета к единству. Заканчивает письмо «бликовка» белилами либо творёным золотом. Готовая вещь покрывается шестью слоями прозрачного лака, сушится в печи и полируется.
Живопись имеет отвлечённый характер своеобразного панно. Характерная особенность Мстёрской живописи — ковровая декоративность, разнообразность и утонченность колористических оттенков с единством общего тона композиции. Цветовая гамма — голубовато-серебристая, охристо-желтая и красная. В изделиях сочетаются растительные и геометрические узоры.
В тематике преобладают русские сказки, бытовые сюжеты, исторические и архитектурные памятники.

Мстёрская миниатюра на советских марках 1982 года
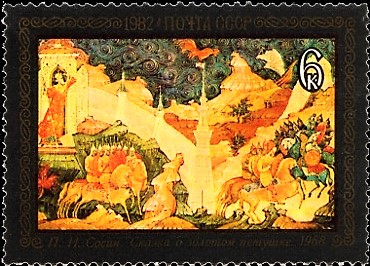
«Сказка о золотом петушке» П. И. Сосин
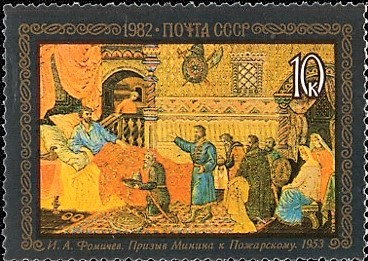
«Призыв Минина к Пожарскому» И. А. Фомичёв
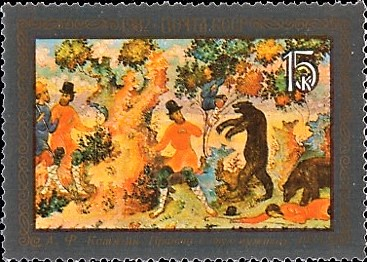
«Притча о двух мужиках» А. Ф. Котягин
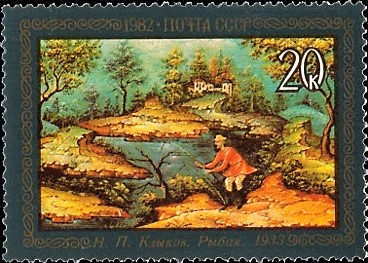
«Рыбак» Н. П. Клыков
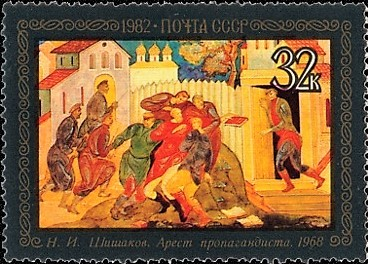
«Арест пропагандиста» Н. И. Шишаков